# Кузино, Марсель
Марсе́ль Кузино́ (фр. Marcel Cousineau, родился 30 апреля 1973 в Делсоне) — канадский хоккеист, вратарь.

## Карьера
Большую часть своей карьеры Кузино провёл в Северной Америке, выступая за команды различных лиг. В Американской хоккейной лиге он выступал за «Сент-Джонс Мейпл Лифс», «Лоуэлл Лок Монстерс» и «Манчестер Монаркс». В НХЛ он занимал место в воротах клубов «Торонто Мейпл Лифс», «Нью-Йорк Айлендерс» и «Лос-Анджелес Кингз», однако там ничем не запомнился.
20 июня 1999 года «Айлендерс» обменяли Кузино, нападающих Жигмунда Палффи и Брайана Смолински и выбор в четвёртом раунде драфта 1999 года, ранее полученный от «Нью-Джерси», в «Лос-Анджелес Кингз» на нападающих Олли Йокинена и Джоша Грина, защитника Мэтью Бирона и выбор в первом раунде драфта 1999 года.
В России он прославился благодаря выступлениям за череповецкую «Северсталь», в составе которой он стал первым легионером. Кузино, приехав в Россию, сначала получил культурный шок и даже подумывал в первую неделю покинуть страну, однако раздумал после того, как пообщался с хоккейными болельщиками. В сезоне 2002/2003 Кузино стал основным вратарём клуба, дойдя с ним до финала чемпионата России и завоевав серебряные медали.
Отыграв в Квебеке ещё два сезона, Кузино ушёл из большого хоккея. В сезоне 2014/15 работал тренером вратарей в колледже Шарля Лемуана.

## Личная жизнь
Два раза состоял в браке. Есть ребёнок от первого брака. Брат — бизнесмен и владелец сети ресторанов. Немного знает русский язык.